# خلي (بهمئي غرمسيري الشمالي)
خلي (بالفارسية: خلی) هي قرية تقع في إيران في قسم بهمئي غرمسیري الشمالي الريفي.